# Jerry Dover
Jerry L. Dover (16 ottobre 1949 – 17 marzo 2000) è stato un cestista statunitense, professionista nella ABA.

## Carriera
Dopo la carriera universitaria al LeMoyne-Owen College, disputò 4 partite nella ABA con i Memphis Pros nel 1971-72, segnando 8 punti.